# Apollodore de Sicile
Pour les articles homonymes, voir Apollodore et Sicile (homonymie).
Apollodore de Sicile (en grec ancien Ἀπολλόδωρος) est un fidèle de la reine égyptienne Cléopâtre VII.
En 48 av. J.-C., il aurait permis à Cléopâtre d'entrer dans le palais d'Alexandrie pour rencontrer Jules César, renforçant donc de manière décisive sa position dans la lutte de pouvoir avec son frère Ptolémée XIII.

## Dans la culture
Le rôle d'Apollodore est joué par Cesare Danova dans Cléopâtre (1963) et Stewart Granger dans César et Cléopâtre (1945). Apollodore apparaît aussi dans le jeu vidéo Assassin's Creed Origins (2017).